# Jeziorka Duszatyńskie
Jeziorka Duszatyńskie – nazwa dwóch, w przeszłości trzech, jezior osuwiskowych znajdujących się na zachodnich zboczach Chryszczatej w pobliżu wsi Duszatyn, jedna z większych osobliwości przyrodniczych Bieszczadów.

## Historia powstania
Jeziorka powstały na skutek oderwania się i obsunięcia zachodniego zbocza Chryszczatej w tzw. Steciw Lesie 13 kwietnia 1907, w przeddzień Wielkanocy. Powstałe osuwisko spowodowało zatamowanie odpływu potoku Olchowatego (dopływ Osławy) w kilku miejscach, tworząc naturalne zapory, a następnie napływu wody z kulminacji Chryszczatej i Mikitowej.
Do osunięcia zbocza doszło po wiosennych roztopach i ulewnych deszczach. Czynnikami predysponującymi sposób powstania osuwiska były: nachylenie warstw skalnych ku osi doliny potoku Olchowatego oraz erozja denna i boczna cieków, zwiększająca stromość zboczy. Bezpośrednim impulsem inicjującym ruch mas było uplastycznienie zalegających w spągu osuwiska łupków oraz przesycenie wodami opadowymi i roztopowymi, a więc i zwiększenie ciężaru nadległych warstw skalnych.
Oprócz wspomnianych trzech jeziorek utworzyło się też kilka mniejszych oczek wodnych, rozrzuconych w zagłębieniach terenu. Z czasem jednak oczka te zanikły. W latach 20. XX wieku powierzchnia zbiorników była dwukrotnie większa, ulegały jednak stopniowemu zamulaniu przez wpływające potoczki.
W 1957 teren ten uznano za obszar chroniony, tworząc rezerwat przyrody „Zwiezło” o powierzchni 2,2 ha.

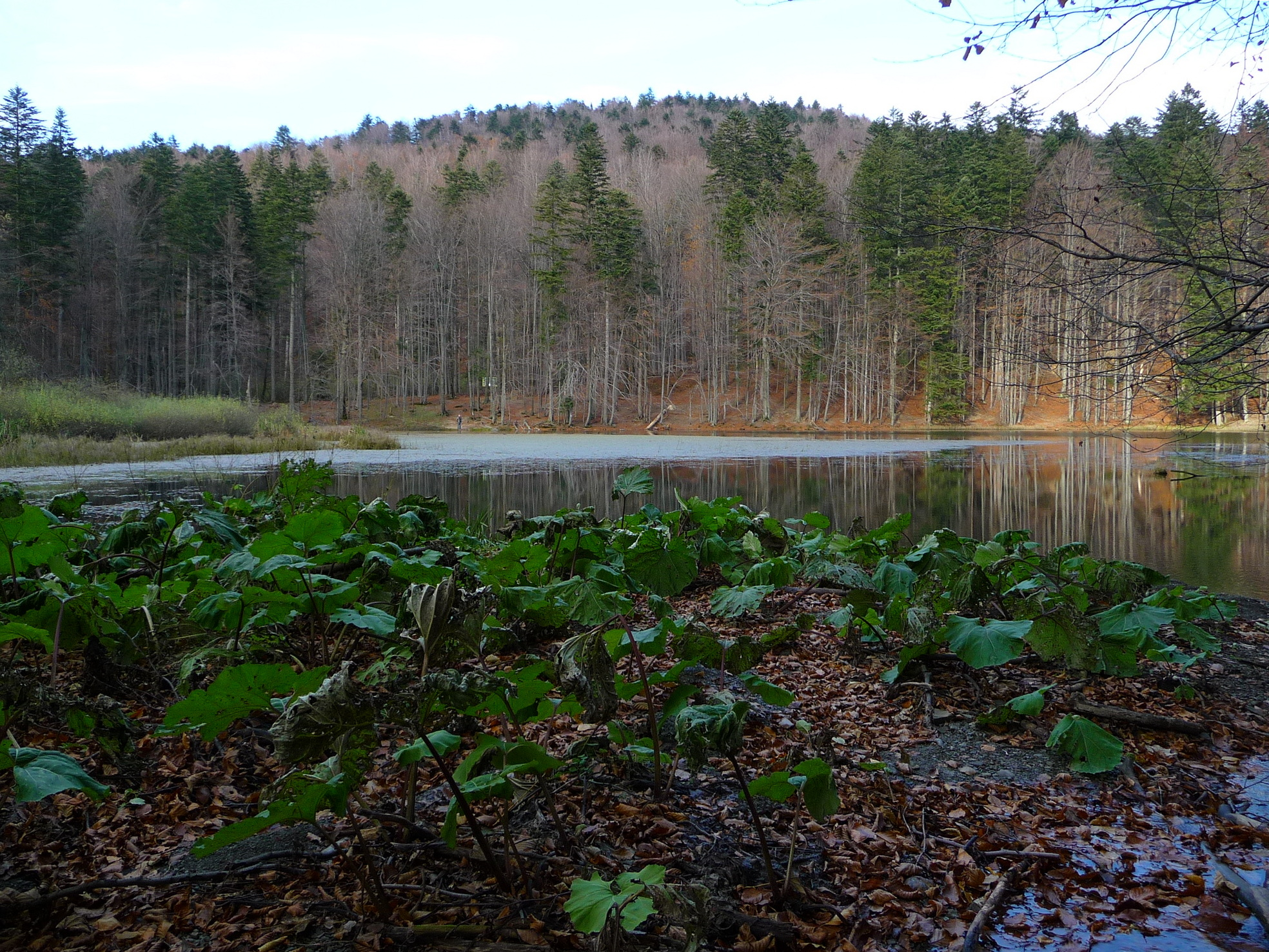
Jeziorko Dolne
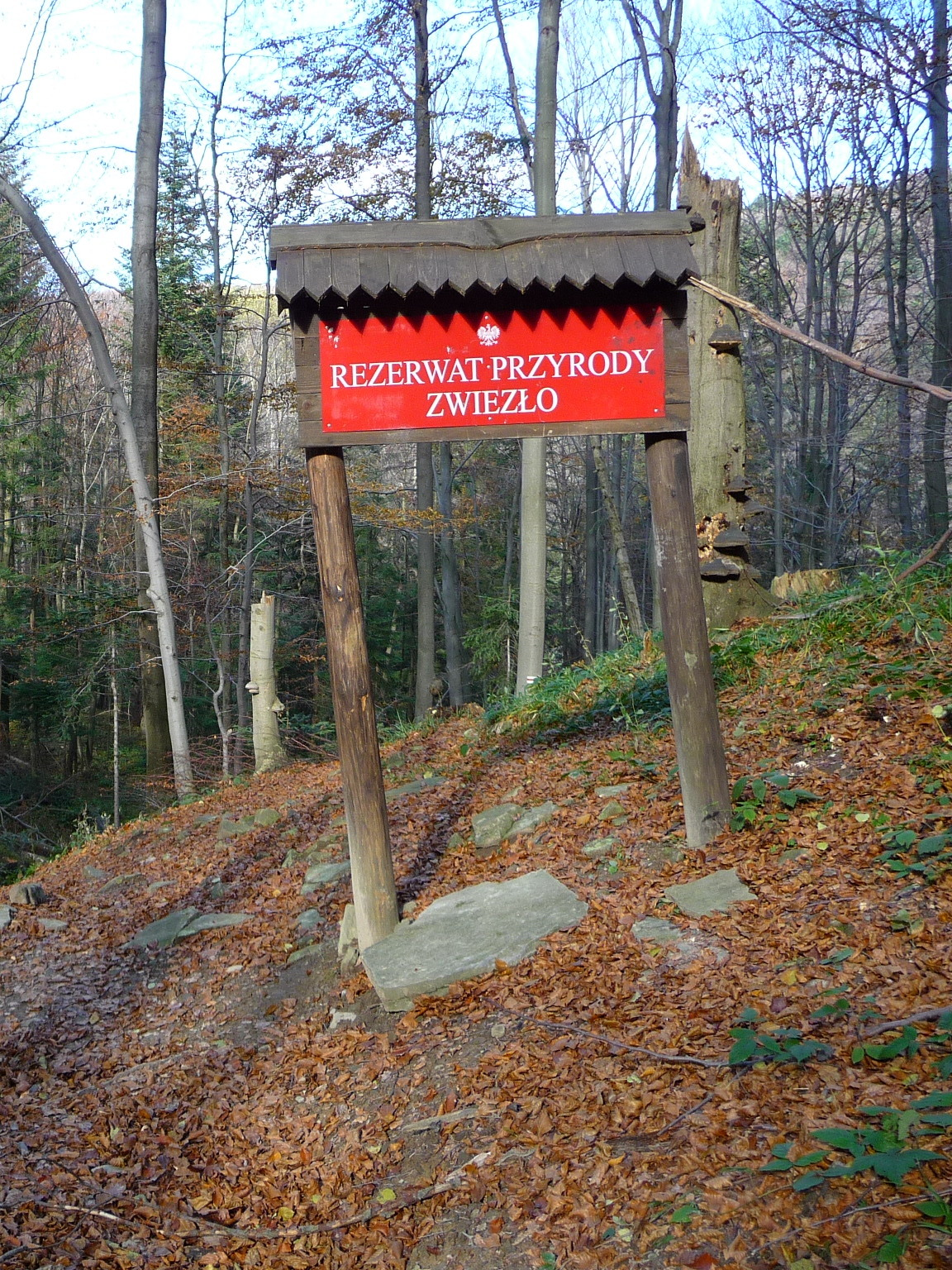
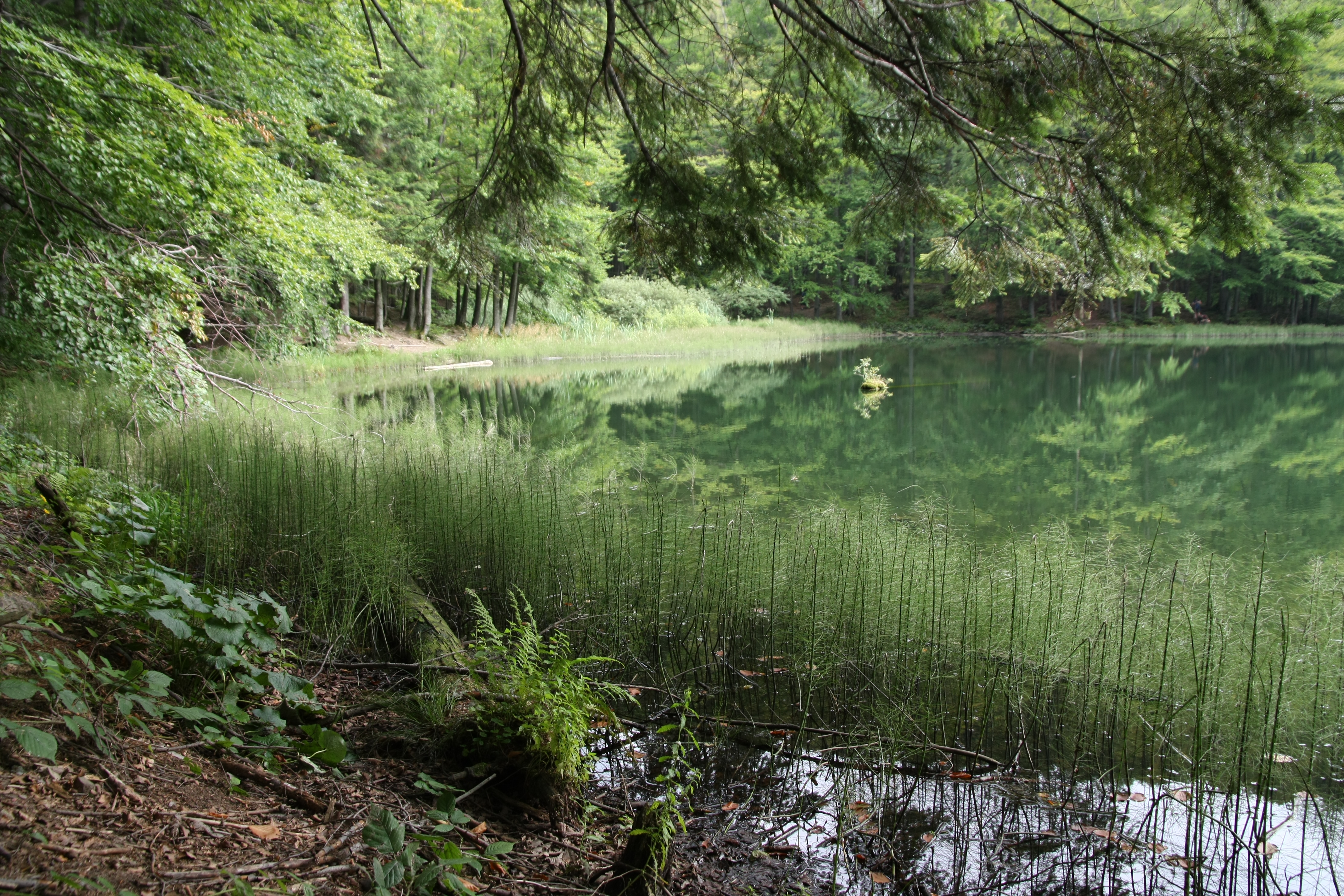

## Charakterystyka osuwiska
Osuwisko zostało nazwane „Zwiezło” (od ludowego powiedzenia, że „zwiezło kawał góry”). Uznawane jest za największe rozpoznane w polskich Karpatach (szacuje się, że przemieszczeniu uległo około 12 mln m³ ziemi) oraz drugie, po Osuwisku Szklarki w Szymbarku, pod względem powierzchni (około 36 ha). Jego długość wynosi ponad 2 km. W jego topografii wyróżnia się trzy części:
- nisza – obszar oderwania o zasięgu 880 × 250 m i głębokości do 25 m.
- rynna – droga osuwiska o wyżłobionym zarysie 400 × 140 m z głębokością do 10 m. Rynnę od niszy oddziela, maskowany obecnie zwietrzeliną, próg skalny wysokości około 10 m[1], zbudowany z bardziej odpornego piaskowca. Łamały się na nim bloki skalne wpadające do rynny, co spowodowało powstanie u jego podnóża głębokiego wydrążenia, które nazwano „diabelskim młynem”.
- jęzor osuwiska – obszar złożenia mas ziemi i skał o powierzchni około 15 ha i średniej miąższości około 35 m.

## Parametry jeziorek
W obrębie języka osuwiskowego powstały trzy małe jeziora:
- Jeziorko Górne położone na wysokości 701 m[2] o powierzchni 1,44 ha[3], średniej głębokości 2 m (maksymalnej do 5,8 m) i pojemności 25 500 m³,
- Jeziorko Dolne leżące na wysokości 683 m[4], o powierzchni 0,45 ha, średniej głębokości 2,4 m (maksymalnej 6,2 m) i pojemności 12 000 m³.
- trzecie jeziorko, najmniejsze z nich i najniżej położone (na wysokości 614 m n.p.m., rejon przejścia szlaku czerwonego na prawy brzeg potoku Olchowatego), obecnie już nie istnieje. Wypuszczono z niego wodę na polecenie właściciela tutejszych dóbr, hrabiego Potockiego, w celu wyłapania żyjących w nim pstrągów (podobno niektóre wyłowione egzemplarze sięgały 10 kg wagi)[1].

## Wygląd obecny
W toni wodnej można zauważyć korzenie i kikuty pni drzew zniszczonych przez osuwisko i zalanych przez wody potoku. Powyżej zbiorników można dostrzec wyraźne, choć już zarośnięte lasem, ślady potężnej rynny osuwiskowej.

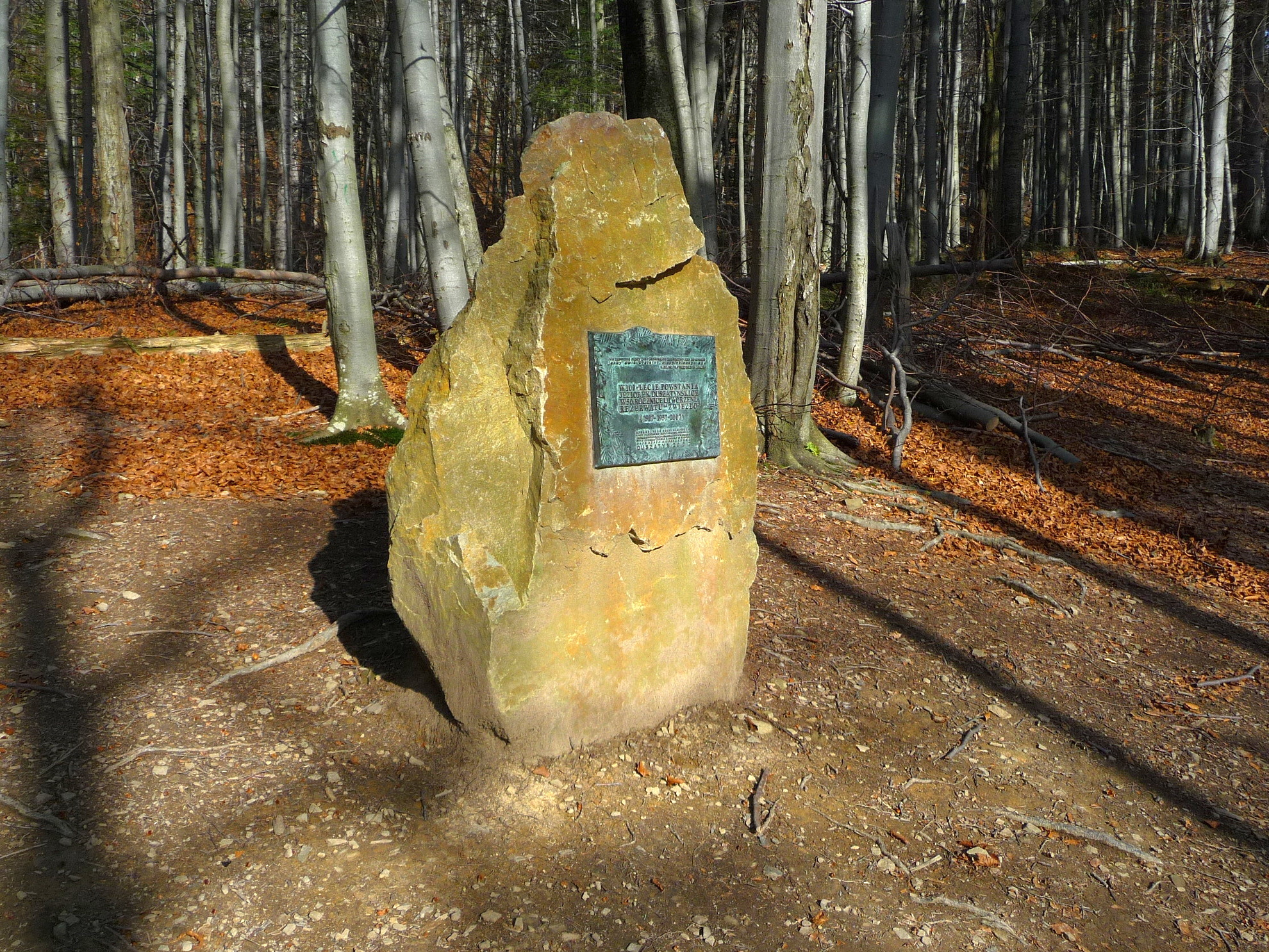
Tablica na 100 lecie utworzenia jeziorek
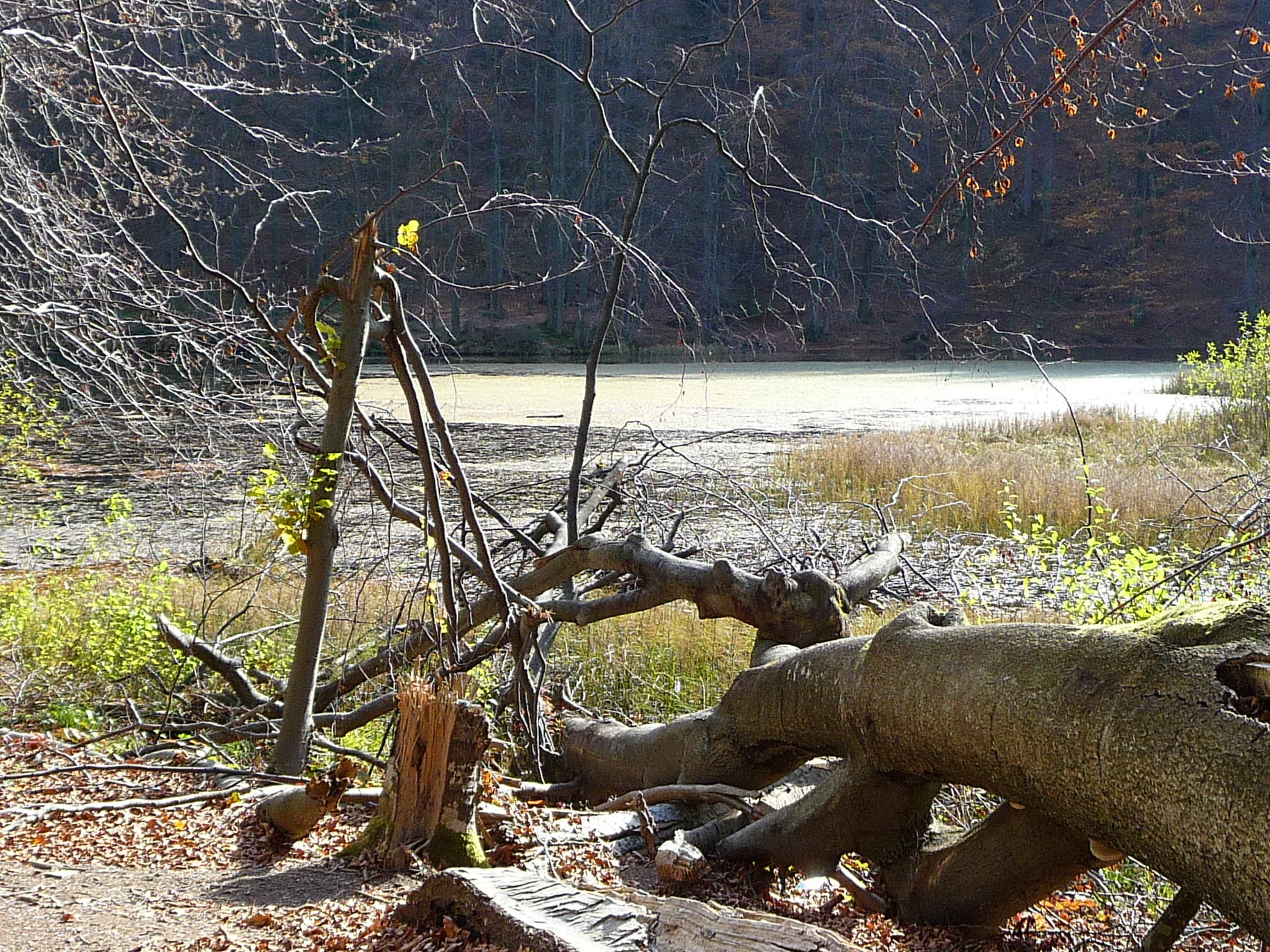
Jeziorko Górne
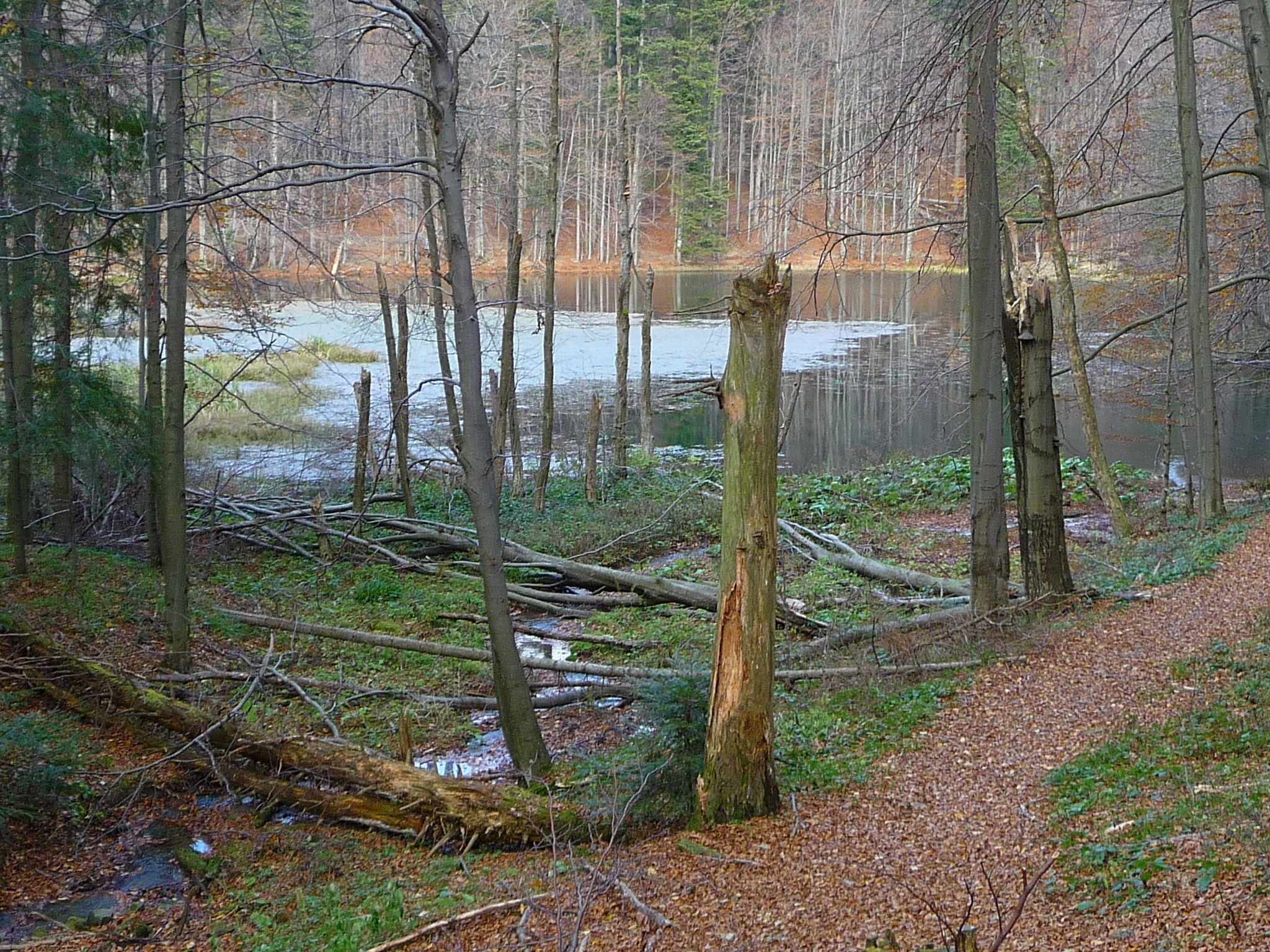
Jeziorko Górne

## Legendy związane z jeziorkami
Okoliczni mieszkańcy uważali to miejsce za zaczarowane, a przyczyny powstania osuwiska wiązała z działaniem rozsierdzonego diabła, który rzucił ognistą kulę, czyniąc spustoszenie. Inna legenda przyczynę powstania osuwiska widziała w upadku meteorytu.
Podczas kataklizmu przerażeni mieszkańcy pobliskiej wsi Duszatyn, podejrzewając koniec świata, spakowali pośpiesznie dobytek i uciekli do pobliskich wsi Smolnika i Prełuk, gdzie w cerkwi uderzono w dzwony na trwogę. Według niektórych, to drżenie ziemi, wywołane osuwaniem się mas skalnych, spowodowało bicie dzwonów w pobliskich świątyniach.

## Szlaki piesze
Jeziorka od powstania budziły zainteresowanie turystów. W 1935 na Chryszczatą wytyczono (wtedy niebieski) szlak pieszy. Obecnie jest to:
- Komańcza – Prełuki – Duszatyn – Jeziorka Duszatyńskie – Chryszczata (997 m) (Główny Szlak Beskidzki).

Cztery razy (w latach 1952, 1952, 1957 i 1960) wędrował tędy wraz z grupą przyjaciół i młodzieży Karol Wojtyła, trzykrotnie tu biwakując.